# Джалал-Абадский округ
Джалал-Абадский округ — единица административного деления Киргизской ССР, существовавшая в 1938—1939 годах. Административный центр — город Джалал-Абад.
Округ образован 26 февраля 1938 года в составе Киргизской ССР.

## Административное деление
Джалал-Абадский округ делился на следующие районы:
1. Алабукинский
2. Базар-Курганский
3. Джалал-Абадский
4. Караванский
5. Кетмень-Тюбинский (центр — с. Акчи-Карасу)
6. Ленинский (центр — с. Масы)
7. Октябрьский
8. Ташкумырский
9. Учтерекский
10. Чаткальский (центр — с. Каныш-Кыя)

Также в состав округа входили 1 город окружного подчинения (Джалал-Абад) и 1 рабочий посёлок окружного подчинения (Кок-Янгак). Районы делились на 82 сельсовета.
21 ноября 1939 года преобразован в Джалал-Абадскую область.